# Hannu Salama

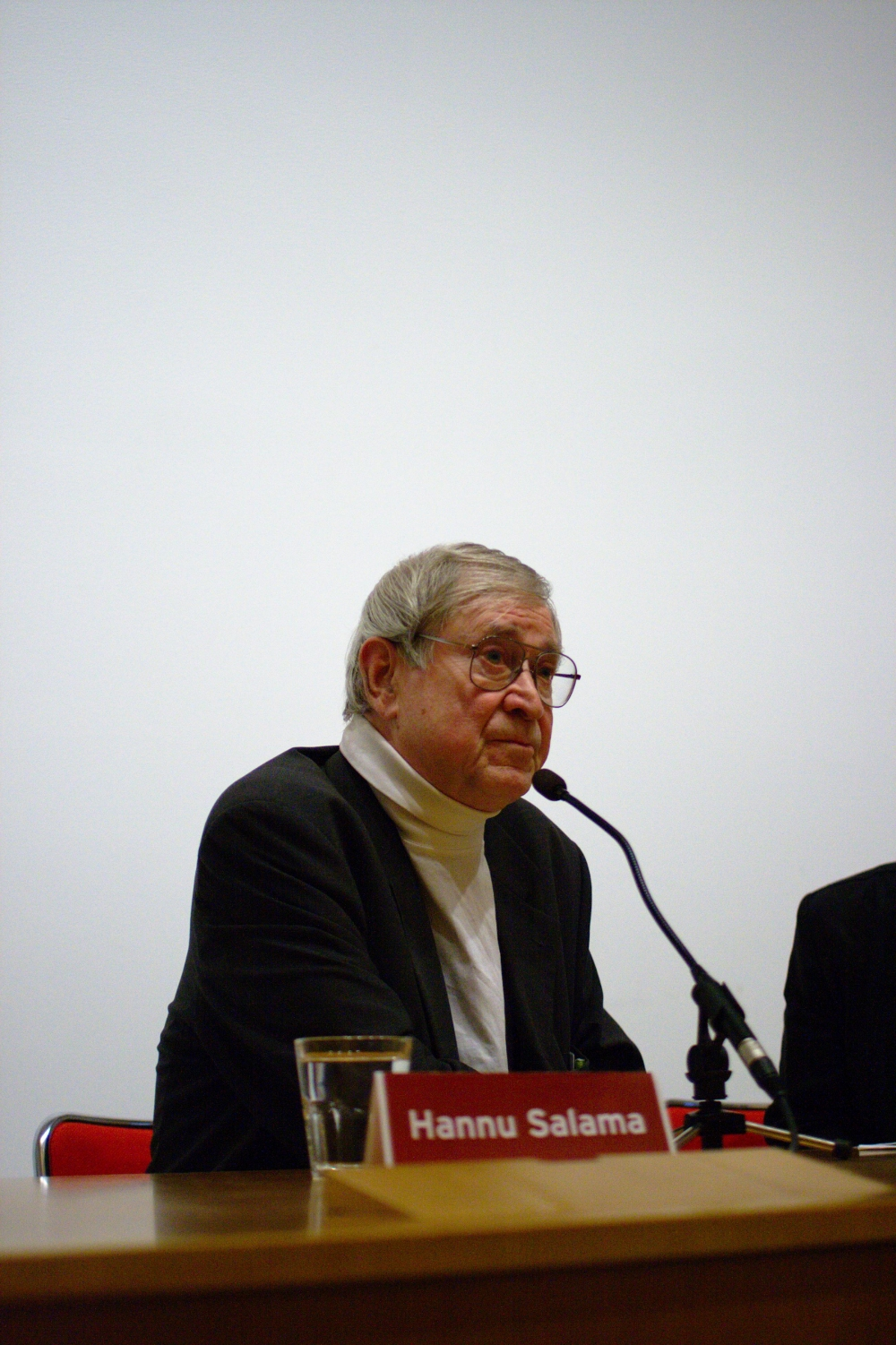
Hannu Salama (2010)

Hannu Salama (* 4. října 1936 Kouvola) je finský romanopisec, klasik finského dělnického románu. Píše také povídky. Za svá díla ve Skandinávii získal řadu literárních cen. Za román Siinä näkijä missä tekijä získal v roce 1975 cenu Severské rady za literaturu.

## Život
Původním povoláním je elektrikář, pracoval ale i jako stavební a zemědělský dělník. Rodina, z níž pochází, je levicově orientovaná a účastnila se komunistického hnutí.

## Dílo (výběr)
- Se tavallinen tarina (1961) – prvotina
- Juhannustanssit (1964) – kvůli tomuto dílu byl v roce 1966 odsouzen za rouhání (v roce 1968 mu byla udělena milost finským prezidentem Urho Kekkonenem). Nová vydání tohoto díla byla až do roku 1990 publikována v cenzurované podobě.

Žádné Salamovo dílo zatím nebylo v češtině knižně publikováno.